# Понедјељак (кратки филм)
„Понедјељак” је југословенски кратки филм из 1980. године. Режирао га је Мирослав Микуљан а сценарио је написала Марија Микуљан

## Улоге
| Глумац            | Улога      |
| ----------------- | ---------- |
| Илија Ивезић      |            |
| Јагода Калопер    | Ана Вранић |
| Звонко Лепетић    |            |
| Јадранка Матковић | Цвјећарка  |
| Жарко Поточњак    |            |
| Дамир Шабан       |            |
| Фабијан Шоваговић |            |